# Герменевтичне коло
Герменевтичне коло — процес, в основі якого лежить постійне виникнення та розв'язання суперечностей між цілим і частинами, які конкретизують на підставі цілого, який у жодному разі не зводиться до простої зміни компонентів чи напрямків руху по колу, а натомість цей процес радше вимагає щоразу повертатися від окремого до загального й навпаки.

## Суть поняття
Твір і текст — тісно пов'язані з розумінням та інтерпретацією, які найкраще можна розглянути в герменевтичному колі, яке виникає у випадку узгодження аналітичних операцій із закладеним у ньому змістом, який цікавить дослідника, чого часто можна досягнути інтуїтивно. Воно, як наголошував М. Гайдеггер, не має нічого спільного з відомим у логіці порочним колом, що стосується порушення закону достатнього обґрунтування, коли теза виводиться з аргументів і навпаки, про що говорив ще Мольєр, висміюючи його застосування. Так, у його творі «Лікар мимоволі» батько намагається дізнатися від лікаря Сганареля, чому його дочка німа, на що той відповідає: «Нічого немає легшого! Це постає з того, що їй відібрало мову». Коли ж батько прагне з'ясувати справжню причину недуги, медик наголошує: «Всі наші найславетніші вчені скажуть вам, що це — наслідок утруднення орудувати язиком».
Герменевтичне коло зводиться до важливого, на перший погляд, парадоксального усвідомлення: для того, щоб осягнути ціле, потрібно водночас збагнути окремі його гомогенні (однорідні) та гетерогенні (різнорідні) частини й навпаки: наприклад, слово — складник художнього твору, твір — складник доробку того чи іншого письменника, доробок — складник певної літературної школи, стильової тенденції чи літературного напряму, напрям — складник конкретного історичного періоду і т. д. Діалектичний зв'язок між гомогенними й гетерогенними компонентами та між ними й цілісним текстом постає запорукою їхнього існування, яке наділене «специфічною сутністю».
Герменевтичне коло поширене в чотирьох різновидах, які зумовлені співвідношеннями знання та пізнання, знання та розуміння, розуміння частин і розуміння цілого, розуміння та пояснення. Коли в першому випадку мова йде про тлумачення, то в другому і в четвертому — передрозуміння, що містить у собі як герменевтичні, так і позагерменевтичні аспекти; і лише третій різновид відповідає прямому значенню герменевтичного кола. Герменевтичне коло має розширене обґрунтування та не завжди стосується теорії розуміння. Принаймні, Ґ. В. Ф. Гегель, критикуючи І. Канта, оперував цим поняттям у праці «Феноменологія духу», щоб довести, що істинне знання можна отримати лише в тому разі, якщо обстоювати теорію пізнання, яку неможливо осягнути без відповідного істинного знання.
Під час входження в герменевтичне коло чи під час перебування в ньому слід дотримуватися настанови, що різні уявлення про текст не є випадковими, викривленими, упередженими чи хибними, та що в основу тлумачення лягають факти, у чому й полягає суть герменевтичної рефлексії. Ця рефлексія не зводиться тільки до розгортання антиципації, а й допомагає усвідомити та контролювати процес тлумачення для досягнення адекватного розуміння. Пам'ятаючи, що об'єкт не залежить від факту існування теорій, та прагнучи осягнути текст, дослідник спершу робить початковий начерк сенсу (передрозуміння), який він поступово одержує з тексту, що вже потім дозволяє йому зробити загальний начерк сенсу з урахуванням специфіки герменевтичного кола.
Герменевтичне коло постає альтернативою панівній логоцентричній моделі пізнання, хоч у шлеєрмахерському варіанті принципи дедукції й індукції не зведені до нуля, проте не відіграють істотної ролі. Лише одночасне бачення одиничного, особливого й загального дозволяє наблизитися до адекватного прочитання тексту, де розуміння стає незавершеною діяльністю, підхопленою хвилями ненаситної циркуляції до цілого. Розуміння тексту відбувається через «знання про культуру, у якій [текст] функціонує», тому сприйняття культури може спиратися лише на часткові розуміння конкретних текстів, які її складають. Водночас ціле може співвідноситися з цілим і його елементами, створюючи на підставі порівняльно-типологічних методологій герменевтичне мегаколо, у якому спостерігається взаємний рух між цілісним універсумом і мультиуніверсумом. Розуміння як таке набуває сенсу передусім у річищі герменевтичного кола, тому завжди лишається відносним й ніколи не може бути завершеним. Завдяки цьому текст завжди постає відкритим, оминаючи небезпеки абсолютизації чи іманентного самозамикання, або поглинання позатекстовими реаліями; водночас його багатопланові сенси наповнюються розмаїттям голосів, зіткненням смислових кодів, набувають ознак поліфонії.

## Історія поняття
Це поняття було добре відоме античним жрецям і риторам, а серед християнських патристів його осмислив Ф. Аст, який, вивчаючи давньогрецьку культуру, намагався з позиції історичної реконструкції осягнути «дух античності», задокументований у літературних творах. Цей «дух» присутній у мові, для усвідомлення якої потрібне знання граматики, дарма що герменевтика різниться від неї і її сприймають як теорію «вилучення» духовного сенсу з тексту. Розуміння відбувається тоді, коли інший «духом», притаманний інтерпретатору, сприймає духовний чинник, завдяки чому осягається єдність внутрішнього світу конкретного автора (його конкретного твору) й епохи, у якій він жив і писав.
Концепція духовної єдності була для Ф. Аста підставою для обґрунтування герменевтичного кола, у якому будь-яка неповторна частина зрозуміла завдяки цілому та навпаки, для з'ясування єдності внутрішнього та зовнішнього (форми та змісту) через цілісність. Завдання герменевта зводиться, на думку дослідника, до поділу художнього явища на історичну (зміст), граматичну (мова), духовну (цілісний «дух доби») форми смислових інстанцій.
На розуміння герменевтичного кола позначилося вчення Ф. Шлегеля про циклічність критичного прочитання, про циклічний метод у філології, попри те, воно це не мало очікуваного прояснення. Колова структура розуміння набула чіткої теоретичної конкретики у вченнях Ф. Д. Е. Шлеєрмахера, який використав ідеї Ф. Аста, Ф. Шлегеля, В. Дільтея, М. Гайдеґґера, Г.-Г. Гадамера, П. Рікера, завдяки яким усвідомлювався «всесвітньо-історичний взаємозв'язок, де всі предмети історичного дослідження, великі й малі, виявляють своє релятивне значення, сам постає цілим, на основі чого загалом розуміється сенс усього окремого і, навпаки, уперше може бути зрозумілим через подібні одиничності: всесвітня історія — це щось подібне до великої темної книги, це написаний мотивами минулого сукупний витвір людського духу, чий текст треба зрозуміти».